# Salsk
Salsk (ru. Сальск) este un oraș din regiunea Rostov, Federația Rusă, cu o populație de 61.775 locuitori.